# Beta Sextantis
Beta Sextantis (β Sex / 30 Sextantis) es una estrella en la constelación de Sextans, el sextante.
De magnitud aparente +5,06, es la tercera más brillante en su constelación después de α Sextantis y γ Sextantis.
Más distante que ellas, se encuentra a 406 años luz del sistema solar.
Beta Sextantis es una estrella blanco-azulada de la secuencia principal de tipo espectral B6V.
Aunque la mayor parte de las estrellas de sus características se hallan sobre el plano de la Vía Láctea, este no es el caso de Beta Sextantis, alejada del círculo galáctico.
Tiene una temperatura efectiva de 14.300 K y su luminosidad —incluyendo la luz ultravioleta que emite— es 316 veces superior a la luminosidad solar.
Con un radio 2,9 veces más grande que el del Sol, rota con una velocidad proyectada de 93 km/s. Ello implica que su período de rotación es igual o inferior a 38,4 horas.
Tiene una masa cuatro veces mayor que la masa solar y una edad aproximada de 70 millones de años, algo menos de la mitad del tiempo que permanecerá dentro de la secuencia principal.
Concluirá su vida como una enana blanca de 0,8 masas solares.
Beta Sextantis está catalogada como variable Alfa2 Canum Venaticorum.
Su variación de brillo es muy pequeña, apenas 0,1 magnitudes, sin que haya constancia de ningún período.
En la bóveda celeste está situada medio grado al sur del ecuador y, junto a α Sextantis y 69 Leonis, a uno y otro lado de ella, definen la línea del ecuador celeste.
Debido al movimiento de precesión de la Tierra, hasta 1875 aproximadamente Beta Sextantis estuvo en el hemisferio norte celeste.